# Торрити, Якопо
Якопо Торрити, или Туррити (итал. Jacopo Torriti, Turriti) — итальянский живописец, фрескист и мозаичист периода проторенессанса XIII века римской школы.

## Произведения
Письменных документов о жизни Якопо Торрити не найдено. Имеются лишь косвенные свидетельства о выполненных им работах. Из его автопортрета на мозаике в римской базилике Сан-Джованни-ин-Латерано можно сделать вывод, что он был монахом-францисканцем; вероятно, он родился в Торрита-ди-Сьена (Тоскана), если предположить, что его имя было произведено от формы «Iacobus a Torrita».
Торрити обучался живописи в Риме, в тесном контакте с Пьетро Каваллини, учеником или противником которого он был. Однако Торрити имел контакты с Чимабуэ (который находился в Риме в 1272 году) и участвовал в украшении фресками верхней базилики Сан-Франческо в Ассизи.
Так, известно, что между 1288 и 1292 годами (часто называют дату 1291 год) Торрити вместе с францисканским монахом Якопо да Камерино на основе сохранившихся фрагментов IV—VI веков создавал в «византийском стиле» (manierа greca) мозаики конхи апсиды в базилике Сан-Джованни-ин-Латерано в Риме. В центре конхи представлен Триумфальный крест на горе, из которой вытекают четыре реки Рая. В основании горы — феникс (символ бессмертия), внизу река Иордан, вокруг олени, рыбы, птицы, символизирующие природу. Подобные композиции повторяются во многих базиликах Рима и, вероятно, восходят к тексту псалма: «Как лань желает к потокам воды, так желает душа моя к Тебе, Боже!» (Пс 41:2).
Над этой сценой изображён Христос в золотом нимбе, а над Ним — голубь Святого Духа. По обе стороны от креста — Богоматерь и Иоанн Креститель. К этой композиции Торрити добавил коленопреклонённую фигуру папы Николая V, изображения апостолов Петра и Павла, Андрея и Иоанна Евангелиста, между ними — уменьшённые фигуры святых Франциска Ассизского и Антония Падуанского. Однако мозаика почти полностью была переделана из-за перестройки апсиды в 1878 году. На свитке в руке апостола Павла можно прочесть слова: «Salvatorem expectantes», по-видимому, часть строки из Послания апостола Павла Титу (2:13), которые полностью читаются как «Expectantes beatam spem et adventum gloriae magni Dei et salvatoris nostri Iesu Christi» (Ожидая блаженного упования и явления славы великого Бога и Спасителя нашего Иисуса Христа). На свитке святого Петра начертаны слова, которые он сказал по Евангелию от Матфея Иисусу (16:16): «Tu es christus filius dei vivi» (Ты — Христос, Сын Бога Живого). Свиток евангелиста Иоанна имеет надпись: «In principio erat verbum» — первые слова его евангелия: «В начале было Слово».
Мозаики конхи апсиды в римской церкви Санта-Мария-Маджоре были выполнены Торрити в 1295 году. В конхе изображена сцена Коронования Девы Марии, а под ней, по периметру апсиды, изображены самые важные события Её жизни. Мозаики созданы позднее других, когда Якопо Торрити по указанию папы Николая IV перестраивал апсиду V века.
Композиция представляет большой медальон в центре со сценой «Коронования Девы Марии» Иисусом Христом. Медальон окружён раскидистым растительным орнаментом с цветами, птицами и животными, вероятно, датируемыми IV веком. В нижней полосе мозаики мы видим стоящие фигуры святых Петра, Павла и папы Николая IV (слева), а также святых Иоанна Крестителя, святого Иакова Великого, святого Антония Падуанского и кардинала Джакомо Колонны (правая сторона). Апсида церкви Санта-Мария-Маджоре является наиболее важным из сохранившихся образцов римского мозаичного искусства позднего средневековья.
Якопо Торрити, вероятно, также участвовал в выполнении некоторых фресок в верхней церкви базилики Сан-Франческо в Ассизи и фресок в аббатстве Аббатство Тре Фонтане за городскими стенами Рима. В его работах очевиден «римский стиль», который демонстрирует влияние античных и раннехристианских образцов с торжественными фигурами и строгой, уравновешенной композицией. Даже золотой фон его мозаик выдаёт влияние не византийской, а позднеантичной римской культуры.

## Галерея

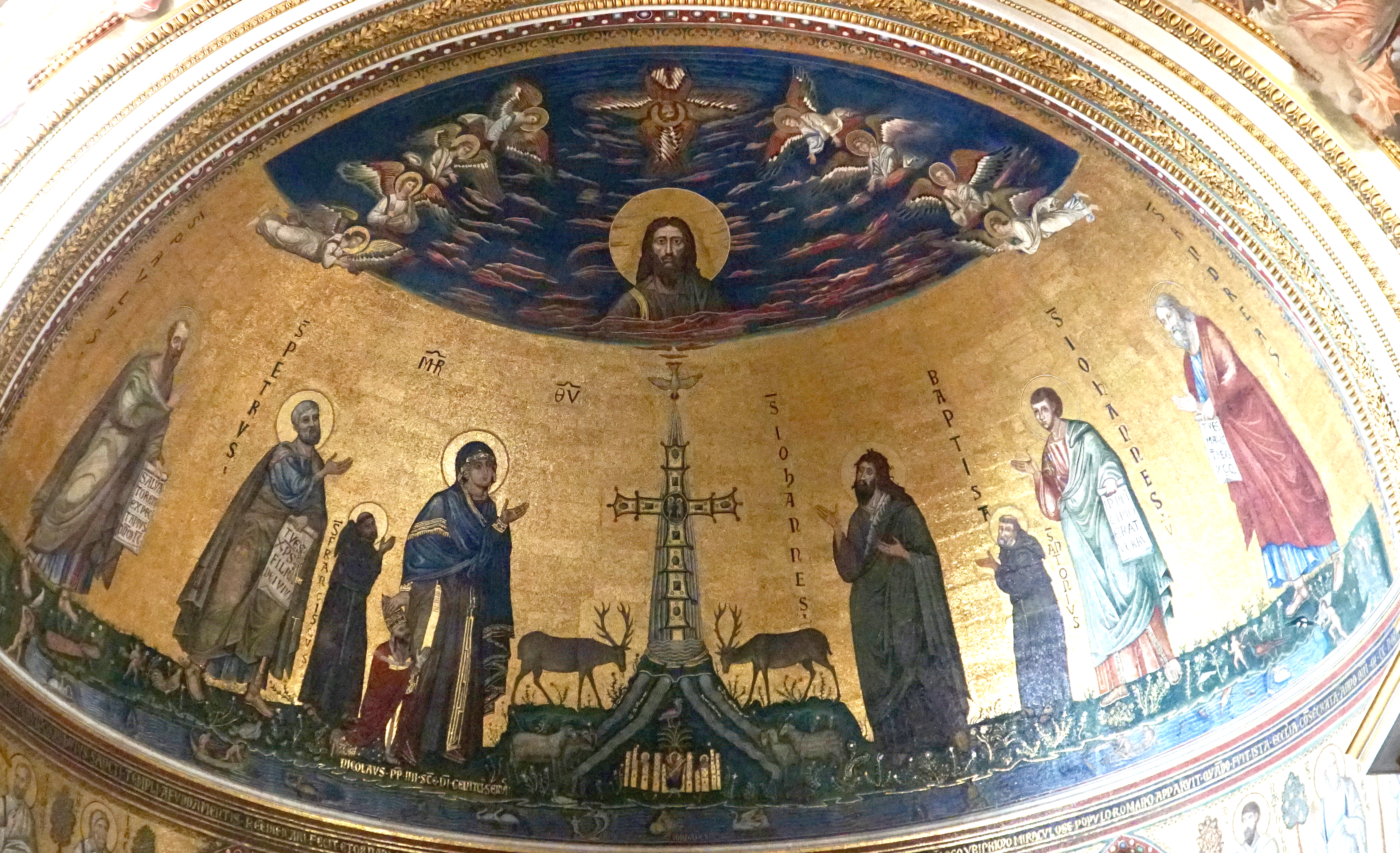
Мозаика конхи апсиды. Латеранская базилика, Рим
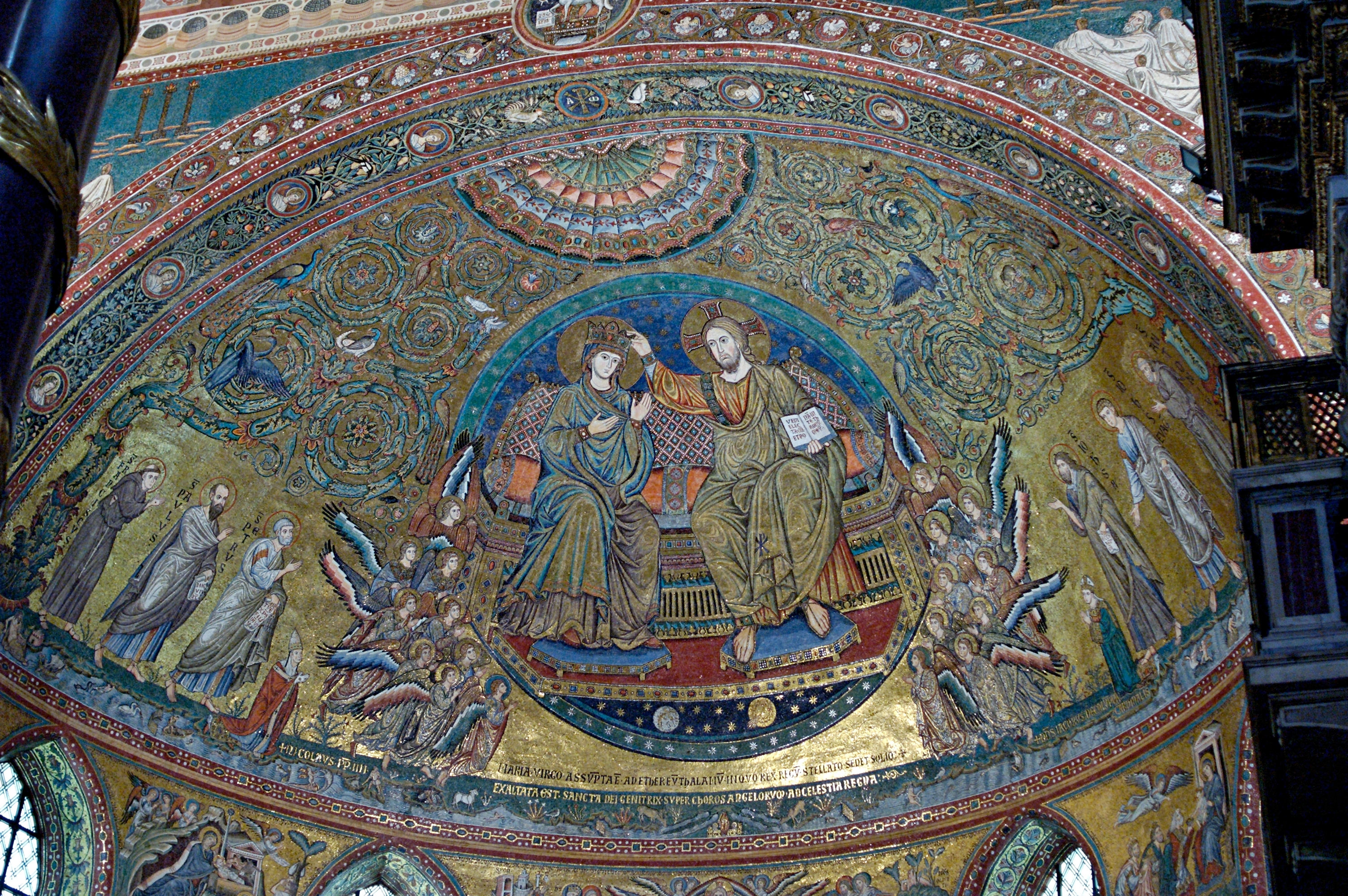
Коронование Девы Марии. 1295. Мозаика конхи апсиды базилики Санта-Мария-Маджоре, Рим
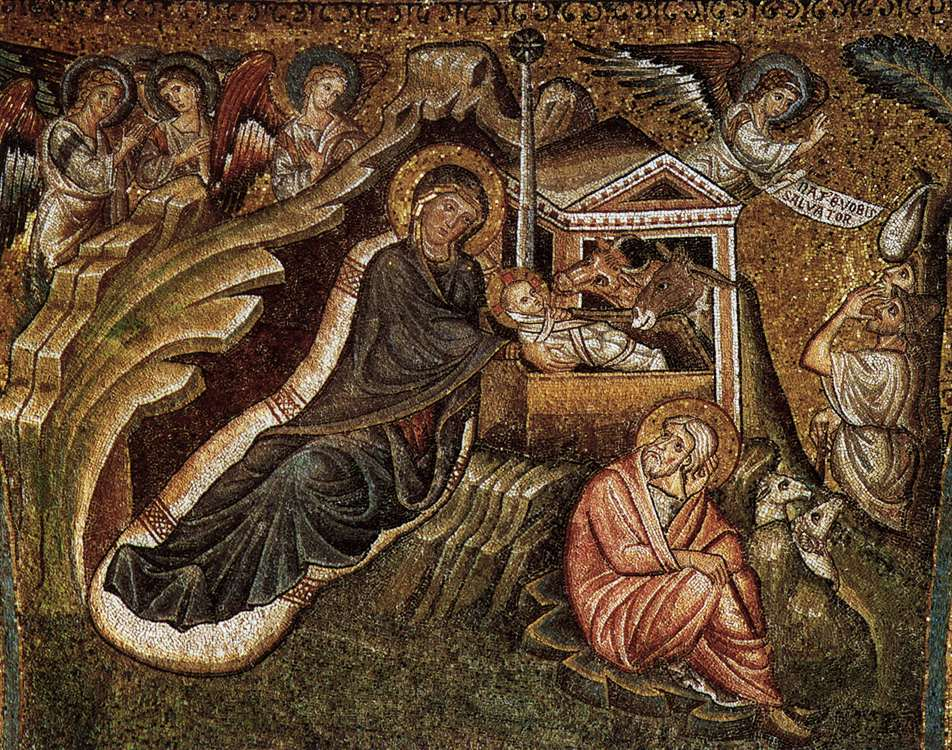
Рождество. Между 1291 и 1296. Мозаика. Базилика Санта-Мария-Маджоре, Рим
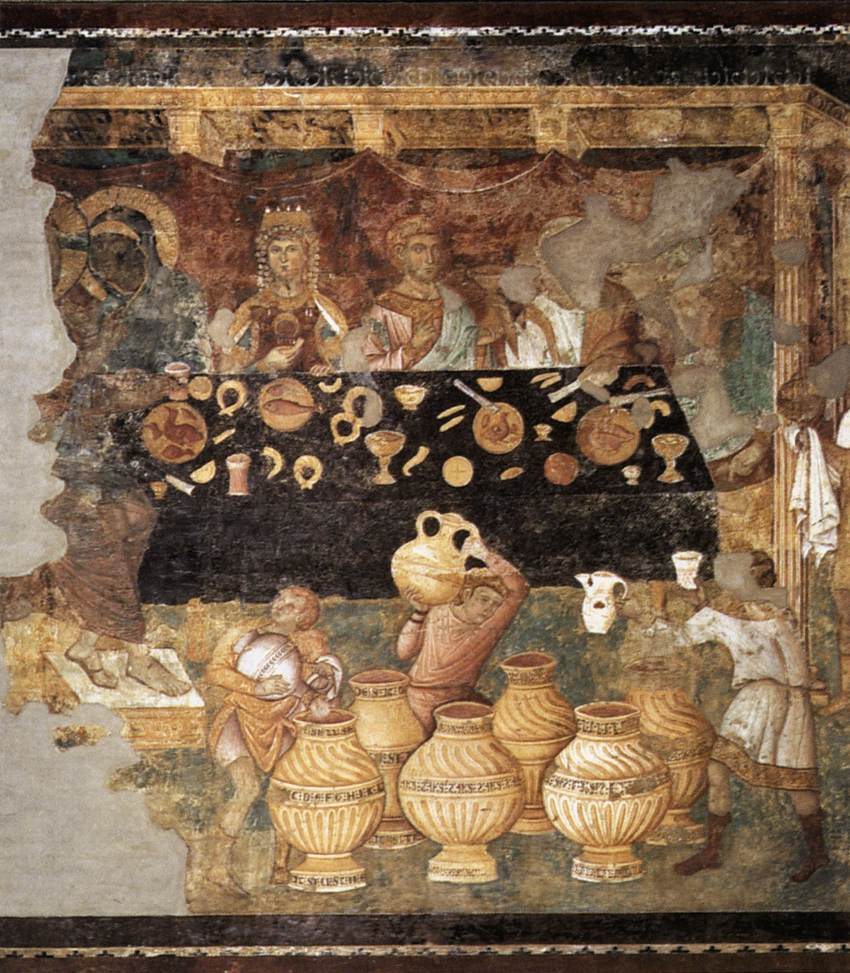
Брак в Кане Галилейской. Деталь. Фреска. 1290-е годы. Верхняя церковь, базилика Сан-Франческо, Ассизи
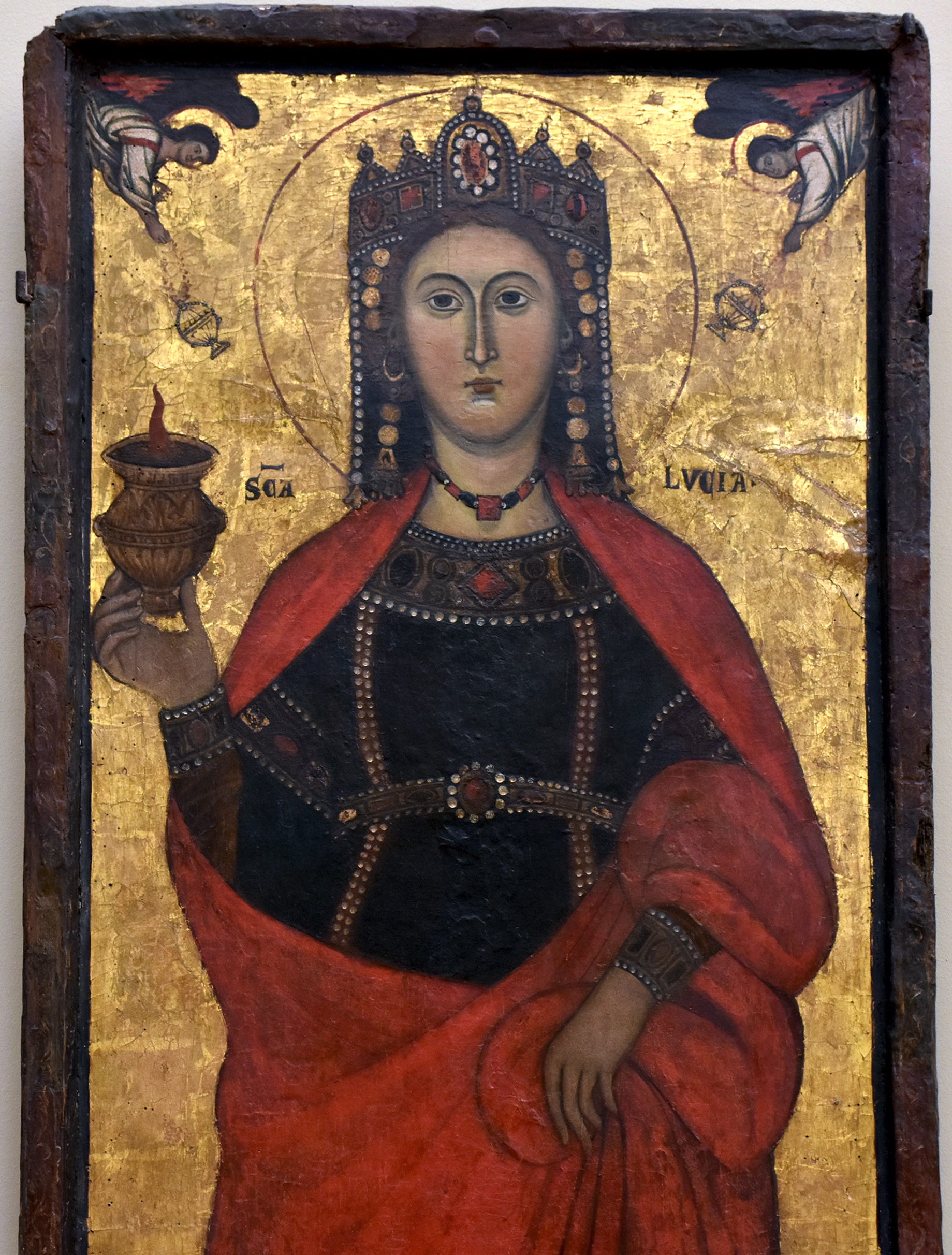
Святая Луция. XIII век. Дерево, темпера, золочение. Музей Гренобля